# Sierra de los Padres
Sierra de los Padres is een plaats in het Argentijnse bestuurlijke gebied General Pueyrredón in de provincie Buenos Aires. De plaats telt 803 inwoners.